# Stods kommun
Stods kommun (norska: Stod kommune) var en kommun i Nord-Trøndelag fylke i Norge. Byn Binde utgjorde kommunens centralort.

## Administrativ historik
Stods kommun upprättades den 1 januari 1838 (som Stod formannskapsdistrikt) när Formannskapslovene från 1837 trädde i kraft. Kommunen omfattade då den nordöstra delen av nuvarande Steinkjers kommun.
Den 23 januari 1858 bröts stadskommunen Steinkjer ut ur kommunen som då minskade från 4 621 invånare före delningen till 3 471 invånare efter.
Den 1 januari 1869 bröts Egge kommun ut ur kommunen som då minskade från 3 471 invånare före delningen till 2 530 invånare efter.
Den 1 januari 1909 bröts Kvams kommun ut ur kommunen som då minskade från 2 103 invånare före delningen till 934 invånare efter. Den återstående delen omfattade ett område i den östra delen av nuvarande Steinkjers kommun.
Den 1 januari 1964 gick Stods kommun, tillsammans med kommunerna Beitstad, Egge, Kvam, Ogndal och Sparbu, upp i Steinkjers kommun. Kommunens hade då 1 268 invånare.